# Stavhopp för herrar i friidrott vid olympiska sommarspelen 2016
Herrarnas stavhopp vid olympiska sommarspelen 2016, i Rio de Janeiro i Brasilien avgjordes den 12-15 augusti på Estádio Olímpico João Havelange.

## Medaljörer
| Spel     | Guld                           | Silver                      | Brons             |
| Stavhopp | Thiago Braz da Silva Brasilien | Renaud Lavillenie Frankrike | Sam Kendricks USA |

## Resultat

### Kval
| Placering | Grupp | Namn                      | Nationalitet   | 5,30 | 5,45 | 5,60 | 5,70 | Resultat | Noteringar |
| --------- | ----- | ------------------------- | -------------- | ---- | ---- | ---- | ---- | -------- | ---------- |
| 1         | A     | Sam Kendricks             | USA            | o    | o    | o    | o    | 5,70     | q          |
| 2         | B     | Konstadinos Filippidis    | Grekland       | o    | o    | xo   | o    | 5,70     | q          |
| 3         | B     | Thiago Braz da Silva      | Brasilien      | –    | xx–  | o    | o    | 5,70     | q          |
| 4         | A     | Renaud Lavillenie         | Frankrike      | –    | –    | –    | xo   | 5,70     | q          |
| 4         | A     | Xue Changrui              | Kina           | –    | o    | o    | xo   | 5,70     | q          |
| 6         | A     | Piotr Lisek               | Polen          | –    | o    | xo   | xo   | 5,70     | q          |
| 7         | B     | Shawnacy Barber           | Kanada         | –    | xxo  | o    | xo   | 5,70     | q          |
| 7         | A     | Germán Chiaraviglio       | Argentina      | o    | o    | xxo  | xo   | 5,70     | q, SB      |
| 7         | A     | Jan Kudlička              | Tjeckien       | o    | o    | xxo  | xo   | 5,70     | q          |
| 10        | B     | Michal Balner             | Tjeckien       | o    | o    | o    | xxx  | 5,60     | q          |
| 10        | A     | Pauls Pujāts              | Lettland       | o    | o    | o    | xxx  | 5,60     | q          |
| 10        | A     | Daichi Sawano             | Japan          | –    | o    | o    | xxx  | 5,60     | q          |
| 13        | A     | Robert Sobera             | Polen          | o    | x    | o    | xxx  | 5,60     |            |
| 14        | B     | Yao Jie                   | Kina           | –    | xo   | xo   | xxx  | 5,60     |            |
| 15        | A     | Kurtis Marschall          | Australien     | o    | o    | xxo  | xxx  | 5,60     |            |
| 16        | B     | Mareks Ārents             | Lettland       | o    | o    | xxx  |      | 5,45     |            |
| 16        | B     | Huang Bokai               | Kina           | o    | o    | xxx  |      | 5,45     |            |
| 16        | B     | Stanley Joseph            | Frankrike      | o    | o    | xxx  |      | 5,45     |            |
| 16        | B     | Kévin Menaldo             | Frankrike      | –    | o    | xr   |      | 5,45     |            |
| 16        | B     | Paweł Wojciechowski       | Polen          | o    | o    | xxx  |      | 5,45     |            |
| 21        | A     | Hiroki Ogita              | Japan          | xo   | o    | xxx  |      | 5,45     |            |
| 22        | A     | Luke Cutts                | Storbritannien | o    | xo   | xxx  |      | 5,45     |            |
| 22        | A     | Augusto Dutra de Oliveira | Brasilien      | o    | xo   | xxx  |      | 5,45     |            |
| 22        | B     | Robert Renner             | Slovenien      | o    | xo   | xxx  |      | 5,45     |            |
| 25        | A     | Tobias Scherbarth         | Tyskland       | xo   | xo   | xxx  |      | 5,45     |            |
| 26        | A     | Raphael Holzdeppe         | Tyskland       | –    | xxo  | xxx  |      | 5,45     |            |
| 27        | B     | Ivan Horvat               | Kroatien       | o    | xxx  |      |      | 5,30     |            |
| 28        | B     | Logan Cunningham          | USA            | xxo  | xxx  |      |      | 5,30     |            |
| 28        | B     | Karsten Dilla             | Tyskland       | xxo  | xxx  |      |      | 5,30     |            |
| 28        | B     | Cale Simmons              | USA            | xxo  | xxx  |      |      | 5,30     |            |
| –         | B     | Seito Yamamoto            | Japan          | –    | xxx  |      |      | NM       |            |
| –         | A     | Melker Svärd Jacobsson    | Sverige        | i.u. | i.u. | i.u. | i.u. | DNS      |            |

### Final
| Placering | Namn                   | Nationalitet | 5,50 | 5,65 | 5,75 | 5,85 | 5,93 | 5,98 | 6,03 | 6,08 | Resultat | Noteringar |
| --------- | ---------------------- | ------------ | ---- | ---- | ---- | ---- | ---- | ---- | ---- | ---- | -------- | ---------- |
| 1         | Thiago Braz da Silva   | Brasilien    | –    | o    | xo   | o    | xo   | –    | xo   |      | 6,03     |            |
| 2         | Renaud Lavillenie      | Frankrike    | –    | –    | o    | o    | o    | o    | xx–  | x    | 5,98     |            |
| 3         | Sam Kendricks          | USA          | o    | xo   | x–   | o    | xxx  |      |      |      | 5,85     |            |
| 4         | Jan Kudlička           | Tjeckien     | o    | o    | o    | x–   | xx   |      |      |      | 5,75     |            |
| 4         | Piotr Lisek            | Polen        | o    | o    | o    | x–   | xx   |      |      |      | 5,75     |            |
| 6         | Xue Changrui           | Kina         | xxo  | xxo  | xx–  | x    |      |      |      |      | 5,65     |            |
| 7         | Michal Balner          | Tjeckien     | o    | xxx  |      |      |      |      |      |      | 5,50     |            |
| 7         | Konstadinos Filippidis | Grekland     | o    | xxx  |      |      |      |      |      |      | 5,50     |            |
| 7         | Daichi Sawano          | Japan        | o    | xxx  |      |      |      |      |      |      | 5,50     |            |
| 10        | Shawnacy Barber        | Kanada       | xo   | xxx  |      |      |      |      |      |      | 5,50     |            |
| 11        | Germán Chiaraviglio    | Argentina    | xxo  | xxx  |      |      |      |      |      |      | 5,50     |            |
| –         | Pauls Pujāts           | Lettland     | xxx  |      |      |      |      |      |      |      | NM       |            |